# 米高·柯茲納
米高·柯茲納（英語： MPP），加拿大政治人物，在2022年安大略省大選中當選安大略省省議會議員。他作為安大略進步保守黨成員代表約克中心省級選舉區。
柯茲納接替了獨立省議員羅曼·巴伯。巴伯曾於2021年1月15日因其反對2019冠狀病毒病封鎖及限制的立場而被開除出進步保守黨。公眾曾認為巴伯會與柯茲納競爭，但巴伯卻選擇參加2022年加拿大保守黨黨魁競選。
2022年6月24日，柯茲納獲安大略省省長道格·福特委任為安大略省法務廳長。